# なかなか!ドジラんぐ
『なかなか!ドジラんぐ』は、1987年7月4日から9月26日まで、テレビ朝日系列局（フルネット局のみ）で毎週土曜19:30 - 20:00（JST）に全12話が放送された、国際放映・テレビ朝日共同制作のテレビドラマ。

## 概要
1985年9月に終了したテレビドラマ『あばれはっちゃく』シリーズの姉妹編として制作された児童向けドラマ。企画段階では「まってて!大樹クン」と仮題がつけられていた。プロデューサーの藤原英一は本作品のスタートに際し「『あばれはっちゃく』に『うちの子にかぎって…』（TBS）をプラスしたような感じで、ドラマを通じて子供の本音に迫りたい」とコメントしている。
児童文学作家・山中恒の執筆作である『ぼくがもうひとり』を原作とする。主人公が小学生ということもあり、過激な悪戯と悪口の描写もあった。撮影方法自体は前番組『胸キュン刑事』と同様のVTR撮影であるが、ヒロインの大川桜が忍者に変身するシーンにはコンピュータグラフィックスも導入された。
ネット局の多くでは、前述の通り土曜19時台後半にて放送されていたが、朝日放送は同時間帯に自社制作のテレビドラマ『部長刑事』を放送していた都合上、同17:55 - 18:25に先行ネットで放送した。

## キャスト
中谷 大樹
演：岡部浩之
本作品の主人公。若葉台小学校5年2組。成績は良くなく、スポーツも決して得意とは言えないが、オープニングのモノローグで自ら語るように恋愛には積極的。滑らかな発声もできないのに劇団に入団しようとしたり、キョンシーの力を借りて超人的な力を発揮したりと、恋愛のためなら何でもやる。友情にも厚いが、人望があるとは言い難い。口癖は「なっかなかなあ」。
大川 桜
演：高橋絵美子
本作品のヒロイン。大樹のクラスメイトだが、実は忍者の子孫。第10話などでは、現代文明と併用した忍法も使用した。かなり気が強い。
中谷 茂雄
演：村野武憲
大樹の父。
中谷 みどり
演：松あきら
大樹の母。
大川 聖子
演：泉アキ
桜の叔母。
大田原 晋作
演：三波豊和
大樹たちの担任。ビデオゲームが得意。
小沢 なつき
演：小沢なつき
大樹たちのお姉さん的存在のアイドル歌手。劇中では一日警察署長も務めた。
上原 健太郎
演：高束俊晴
大樹たちのクラスメイト。
小山 厚子
演：山本希望
大樹たちのクラスメイト。
坂井 美知子
演：潮上百合子
大樹たちのクラスメイト。
黒田 友高
演：伴宗晃
大樹たちのクラスメイト。
石松 勉
演：山本寿徳
大樹たちのクラスメイト。
西郷 強
演：霜鳥浩昭
大樹たちのクラスメイト。
神宮寺 誠
演：樹高幸太郎
なつきのマネージャー。
キョンシー
演：演者不明
第10話に登場。大樹と契約し、姿を消して大樹の水泳の手助けをするなどした。桜の「忍法ハンディコピー」で大量にコピーされたお札によって封印される。

## スタッフ
- プロデューサー：藤原英一（テレビ朝日）、浦井孝行（国際放映）
- 監督：鈴木一平、松生秀二
- 脚本：今井詔二、石川良、立花あずま
- 制作：国際放映、テレビ朝日

## 主題歌・挿入歌
- 主題歌「追いかけて夏」
  - 作詞：秋元康／作曲・編曲：馬飼野康二／歌：小沢なつき（CBS・ソニー）
- 挿入歌「女の子の植物図鑑」
  - 作詞：秋元康／作曲・編曲：馬飼野康二／歌：小沢なつき（CBS・ソニー）

※オープニング映像の冒頭には、主人公によるモノローグと子役たちによるタイトルコールが入っていた。また、BGMにはかつて『サンキュー先生』で使われていた曲（作曲：山本寛之）を再利用していた。

## 放送日程
| 放送回 | 放送日  | サブタイトル     | 脚本              | 監督     | 備考 |
| ------ | ------- | ---------------- | ----------------- | -------- | ---- |
| 1      | 7月04日 | 転校生は女の子   | 今井詔二 石川良   | 鈴木一平 |      |
| 2      | 7月11日 | 初恋？彼女は忍者 | 今井詔二 石川良   | 松生秀二 |      |
| 3      | 7月18日 | 小学生のお見合い | 今井詔二 石川良   | 松生秀二 |      |
| 4      | 7月25日 | あいつと泣きたい | 今井詔二 石川良   | 鈴木一平 |      |
| 5      | 8月01日 | UFOを見た！      | 今井詔二 石川良   | 鈴木一平 |      |
| 6      | 8月08日 | 忍者になりたい！ | 石川良 立花あずま | 松生秀二 |      |
| 7      | 8月15日 | 初恋にはまだ早い | 石川良 立花あずま | 鈴木一平 |      |
| 8      | 8月29日 | 親にはナイショ！ | 石川良            | 松生秀二 |      |
| 9      | 9月05日 | ライバルをたおせ | 石川良 立花あずま | 鈴木一平 |      |
| 10     | 9月12日 | キョンシー現る   | 今井詔二 石川良   | 松生秀二 |      |
| 11     | 9月19日 | 先生やめないで！ | 今井詔二 石川良   | 松生秀二 |      |
| 12     | 9月26日 | また会う日まで   | 今井詔二 石川良   | 鈴木一平 |      |

## その他
番組グッズとして、小沢なつきの写真にタイトルロゴの入ったテレホンカードが作成された。